# Mythic Quest
Mythic Quest (in der ersten Staffel als Mythic Quest: Raven’s Banquet) ist eine US-amerikanische Sitcom mit Rob McElhenney in der Hauptrolle, die über den Streaming-Dienst Apple TV+ veröffentlicht wird. Die Serie hatte am 7. Februar 2020 Premiere. Sie besteht aus zehn Folgen, wovon die ersten neun am Tag der Premiere veröffentlicht wurden. Am 22. Mai 2020 folgte die Sonderfolge Mythic Quest: Quarantine. Im Oktober 2021 wurde die Serie um eine dritte und vierte Staffel verlängert.

## Handlung
Die Serie spielt in einem Videospiel-Entwicklerstudio, welches ein gleichnamiges MMORPG entwickelt. In den einzelnen Episoden stoßen die Akteure auf mal alltägliche und mal sehr sonderbare Probleme, welche sie an ihre Grenzen bringen. Auch soziale Konfrontationen, psychische Probleme und Chaos sind allgegenwärtig. Das Ganze ist verpackt in humorvolle Szenen mit teils überspitzten Dialogen.
Apple selbst bewirbt die Serie wie folgt:

„Lerne die Köpfe hinter dem beliebtesten Multiplayer-Videospiel aller Zeiten kennen. Das Team formt neue Welten, erschafft Helden und kreiert Legenden. Doch die größten Schlachten finden nicht im Spiel statt, sondern direkt im Büro.“

## Ubisoft als mitwirkender Produzent
Ubisoft als Unternehmen ist an der Serie maßgeblich in Form eines Co-Produzenten beteiligt.
Es bezeichnete die Episoden als:

“[…] episodes that explore life behind the scenes of a game-development Studio.”

„[…] Episoden, die das Leben hinter den Kulissen eines Spiele-Entwicklungsstudios erkunden.“

## Synchronisation
Die deutschsprachige Synchronisation entsteht nach Dialogbüchern von Simon Mora sowie Martin C. Jelonek und unter der Dialogregie von Simon Mora durch die FFS Film- & Fernseh-Synchron in München.
| Schauspieler      | Figur             | Staffel(n) | Rollenbeschreibung    | Synchronsprecher       |
| ----------------- | ----------------- | ---------- | --------------------- | ---------------------- |
| Rob McElhenney    | Ian Grimm         | 1–         | Creative Director     | Oliver Scheffel        |
| Charlotte Nicdao  | Poppy Li          | 1–         | Leitende Entwicklerin | Ilena Gwisdalla        |
| David Hornsby     | David Brittlesbee | 1–         | Executive Producer    | Pascal Breuer          |
| Danny Pudi        | Brad Bakshi       | 1–         | Head of Monetization  | Martin Bonvicini       |
| F. Murray Abraham | C.W. Longbottom   | 1–         | Hauptautor            | Peter Fricke           |
| Jessie Ennis      | Jo                | 1–         | Davids Assistentin    | Carolin Sophie Göbel   |
| Imani Hakim       | Dana              | 1–         | Spieletesterin        | Alina Freund           |
| Ashly Burch       | Rachel            | 1–         | Spieletesterin        | Katharina Schwarzmaier |